# Николаевское (Сумская область)
Николаевское (укр. Миколаївське) — село в Гришинском сельском совете Роменского района Сумской области Украины.
Население по переписи 2001 года составляло 54 человека. Код КОАТУУ — 5924184703.

## Географическое положение
Село Николаевское находится в 2 км от правого берега реки Олава. На расстоянии до 2 км расположены сёла Королевщина и Гавриловка и посёлок Основа Черниговской области. По селу протекает пересыхающий ручей с запрудой. Рядом проходит автомобильная дорога Т-2515.